# Amphisbetia irregularis
Amphisbetia irregularis is een hydroïdpoliep uit de familie Sertulariidae. De poliep komt uit het geslacht Amphisbetia. Amphisbetia irregularis werd in 1885 voor het eerst wetenschappelijk beschreven door Lendenfeld. 